# 968 Petunia
968 Petunia је астероид главног астероидног појаса са пречником од приближно 27,77 .
Афел астероида је на удаљености од 3,257 астрономских јединица (АЈ) од Сунца, а перихел на 2,474 АЈ. 
Ексцентрицитет орбите износи 0,136, инклинација (нагиб) орбите у односу на раван еклиптике 11,591 степени, а орбитални период износи 1772,278 дана (4,852 године). 
Апсолутна магнитуда астероида је 10,26 а геометријски албедо 0,180.
Астероид је откривен 24. новембра 1921. године.